# Еспарто (Каліфорнія)
Еспарто (англ. Esparto) — переписна місцевість (CDP) в США, в окрузі Йоло штату Каліфорнія. Населення — 3572 особи (2020).

## Географія
Еспарто розташоване за координатами 38°41′36″ пн. ш. 122°1′27″ зх. д. / 38.69333° пн. ш. 122.02417° зх. д. (38.693410, -122.024047).  За даними Бюро перепису населення США в 2010 році переписна місцевість мала площу 11,92 км², уся площа — суходіл.

## Демографія
Згідно з переписом 2010 року, у переписній місцевості мешкало 3108 осіб у 974 домогосподарствах у складі 747 родин. Густота населення становила 261 особа/км².  Було 1055 помешкань (89/км²).
Расовий склад населення:
| - 59,7 % — білих - 4,2 % — азіатів - 1,6 % — корінних американців - 1,4 % — чорних або афроамериканців - 0,2 % — вихідців з тихоокеанських островів - 29,1 % — осіб інших рас |

До двох чи більше рас належало 3,8 %. Частка іспаномовних становила 49,5 % від усіх жителів.
За віковим діапазоном населення розподілялося таким чином: 28,6 % — особи молодші 18 років, 61,2 % — особи у віці 18—64 років, 10,2 % — особи у віці 65 років та старші. Медіана віку мешканця становила 33,1 року. На 100 осіб жіночої статі у переписній місцевості припадало 100,5 чоловіків;  на 100 жінок у віці від 18 років та старших — 102,2 чоловіків також старших 18 років.
Середній дохід на одне домашнє господарство  становив 74 122 долари США (медіана — 66 118), а середній дохід на одну сім'ю — 88 579 доларів (медіана — 69 828). Медіана доходів становила 38 555 доларів для чоловіків та 46 607 доларів для жінок. За межею бідності перебувало 10,4 % осіб, у тому числі 13,6 % дітей у віці до 18 років та 0,0 % осіб у віці 65 років та старших.
Цивільне працевлаштоване населення становило 1416 осіб. Основні галузі зайнятості: мистецтво, розваги та відпочинок — 18,4 %, сільське господарство, лісництво, риболовля — 17,6 %, освіта, охорона здоров'я та соціальна допомога — 13,6 %, роздрібна торгівля — 10,7 %.